# Air Antwerp
Air Antwerp — колишня бельгійська авіакомпанія, що виконувала регулярні рейси. Штаб-квартира знаходиться у міжнародному аеропорту Антверпена.

## Історія
Сертифікат експлуатанта (AOC) Air Antwerp отримала у 2019 році. 9 серпня Air Antwerp підтвердив, що дозвіл на польоти та дозвіл на експлуатацію отримано. Перший рейс здійснено 9 вересня 2019 до аеропорту Лондон-Сіті.
У жовтні 2019, Air Antwerp приєднався до ERA.
У травні 2021 року CityJet передав усі свої акції KLM.
У той же час Air Antwerp оголосив, що помістить свій єдиний літак на зберігання, не плануючи відновити запланований маршрут найближчим часом.

У червні 2021 року Air Antwerp оголосив, що вони повністю припинять свою діяльність.

## Напрямки
| Держава         | Місто     | Аеропорт             | Примітки | Посилання |
| --------------- | --------- | -------------------- | -------- | --------- |
| Бельгія         | Антверпен | Антверпен (аеропорт) | Базовий  | [ 8 ]     |
| Велика Британія | Лондон    | Лондон-Сіті          |          | [ 8 ]     |

### Код-шеринговиугоди
Air Antwerp має код-шерингову угоду з KLM.

## Флот

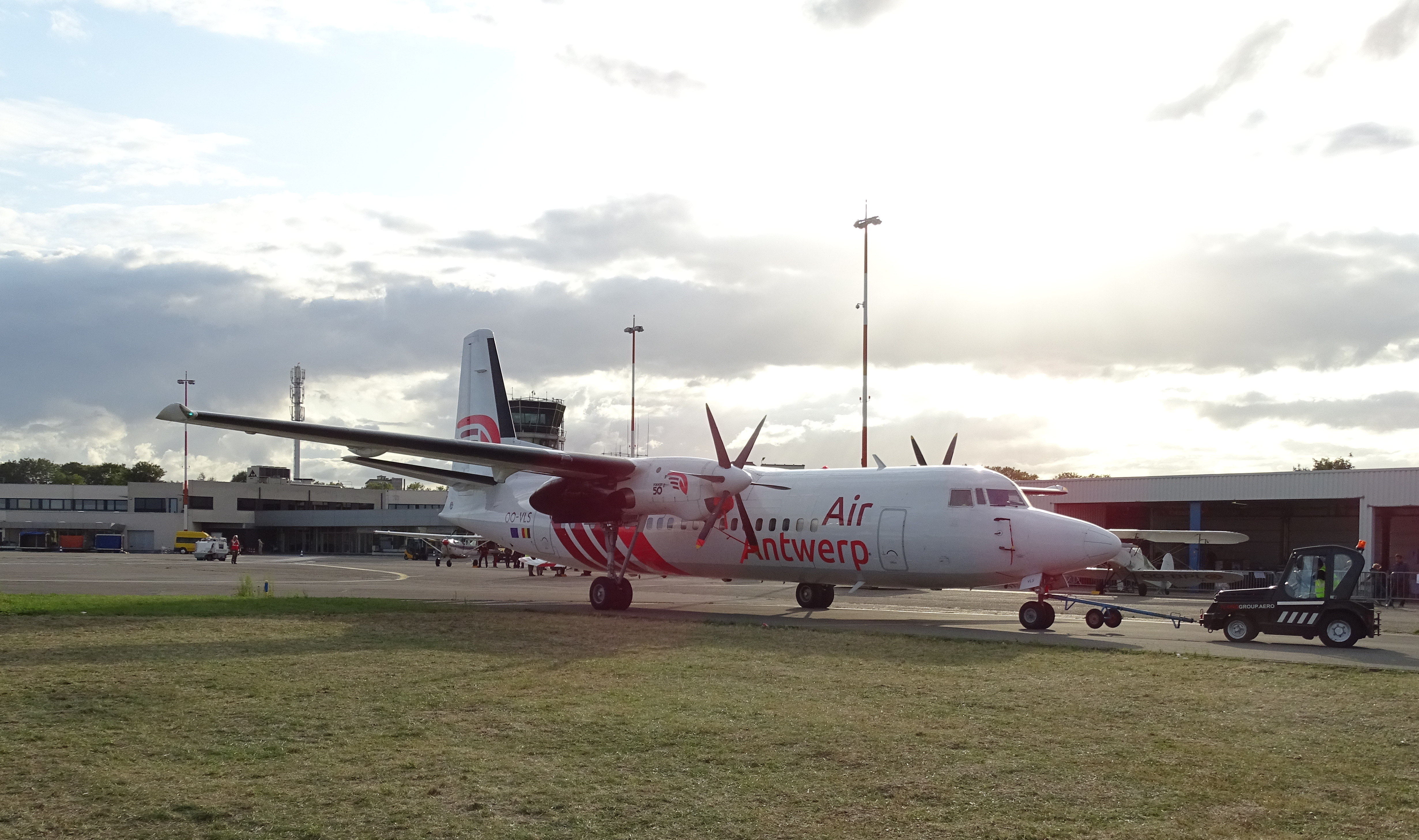
An Air Antwerp Fokker 50.

Флот на серпень 2019:
| Тип       | В дії | Замовлено | Пасажирів | Примітки                   |
| --------- | ----- | --------- | --------- | -------------------------- |
| Fokker 50 | 1     | —         | 50        | В оренді у Largus Aviation |
| Разом     | 1     | —         |           |                            |